# Katsunari Mizumoto
Katsunari Mizumoto (født 19. februar 1990) er en japansk fodboldspiller, som spiller for den japanske fodboldklub Kagoshima United FC.